# Ermita de San Emeterio y San Celedonio (Samitier)
La denominada ermita de San Emeterio y San Celedonio es una iglesia de estilo románico levantada en lo alto de una escarpada roca situada en la localidad española de Samitier, término municipal de La Fueva (Huesca). Fue construida en el siglo XI con fines tanto religiosos como militares. Forma parte de un conjunto de edificaciones que incluye la torre denominada castillo de Samitier.

## Historia
La fecha de su construcción es oscura, ya que se confunde habitualmente con otro San Emeterio situado en la ribera del río Gállego. Sabemos que en torno a los años 1010 y 1011 Samitier era todavía una plaza musulmana que formaba parte de la línea defensiva más avanzada del Califato de Córdoba. No obstante, parece claro que existía una posición fortificada cristiana ya durante el reinado de Sancho el Mayor de Pamplona, en cuyo reino estaba incluido el Condado de Sobrarbe. La más antigua cita referida al Santus Celedonium data de 1055. Hay constancia de que Lope Garcés fue tenente en Samitier entre 1062 y 1085 y de que Ramón Larbasa lo era en 1135. En 1283 pertenecía a Sancho de Antillón. Ya en el siglo XVI era propiedad de un vecino de Alcañiz.
Está dedicada a los santos Emeterio y Celedonio, dos soldados romanos hijos del centurión Marcelo martirizados en el siglo III en Calagurris por su fe cristiana. Desde el punto de vista religioso, perteneció al arcedianato de Sobrarbe. En 1571 se separó de la diócesis de Huesca para pasar a formar parte de la de Barbastro.

## El conjunto arquitectónico

### La iglesia
En lo alto de una roca, edificada sobre una ladera empinada y a un metro escaso del precipicio, se alza la ermita propiamente dicha. Se estima que fue edificada entre 1045 y 1055. Tenía una clara función defensiva, como se desprende de su escarpado emplazamiento y del hecho de que la única puerta de acceso original era elevada, lo que permitía retirar la escala de mano y dificultar el acceso al enemigo. Además, su disposición impide llegar a la torre sin pasar a través del templo. Consta de tres naves orientadas hacia el este, algo mayor la central que las otras dos, todas con bóveda de cañón y con ábsides semicilíndricos con bóveda de horno. La nave central y la del lado sur están divididas internamente en dos tramos por columnas cruciformes y arcos fajones. La del norte también está dividida por otro arco fajón empotrado en los muros.
Las naves central y meridional se levantan sobre sendas criptas, necesarias para nivelar el terreno, si bien la de la primera no es accesible. La segunda fue construida unos diez años antes que el resto de la iglesia (entre 1035 y 1045) y contaba con ábside semicircular, bóveda de horno y arcos fajones que la dividían formando bóvedas que parece eran de crucería.

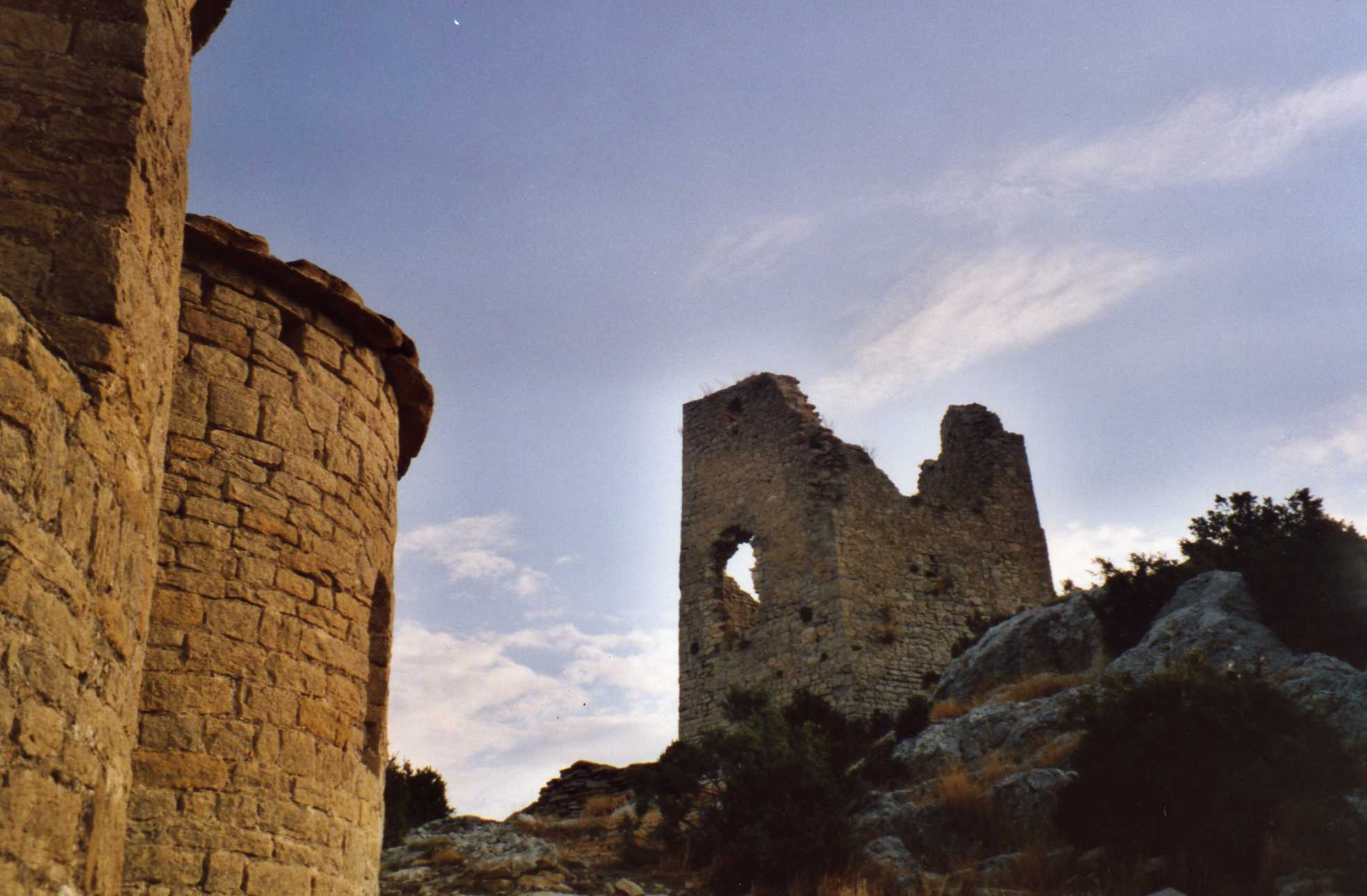
Imagen de la torre defendida por la iglesia.

El edificio se ilumina mediante tres ventanas con arcos de medio punto situadas en los ábsides y otros tres vanos con forma de aspillera. Una cuarta ventana se abre encima del ábside central. En época posterior, tras haber perdido la iglesia su carácter defensivo, se abrió una nueva puerta con arco de medio punto y dovelas situada a nivel del suelo. Se encuentra también en el muro sur, justo debajo de la antigua puerta elevada, que fue reconvertida en ventana.

### Las torres
En el punto más alto de la peña y protegida por la iglesia-fortaleza, que solo permite el acceso a través de la misma, se levanta una torre hexagonal irregular. En su interior hay un aljibe rectangular horadado en la misma roca. La puerta de acceso, también en alto y con arco de medio punto, se hundió. Sobre ella hay una ventana de igual forma y con finalidad eminentemente defensiva. Cinco aspilleras en otras tantas paredes daban luz al interior. Se cree que fue construida entre 1030 y 1040, al mismo tiempo o poco antes que las criptas.
De la misma época son los restos de una atalaya semicilíndrica situada a unos trescientos metros hacia el sur del conjunto principal y cuya finalidad era cubrir el único punto ciego de la fortificación.

## El emplazamiento

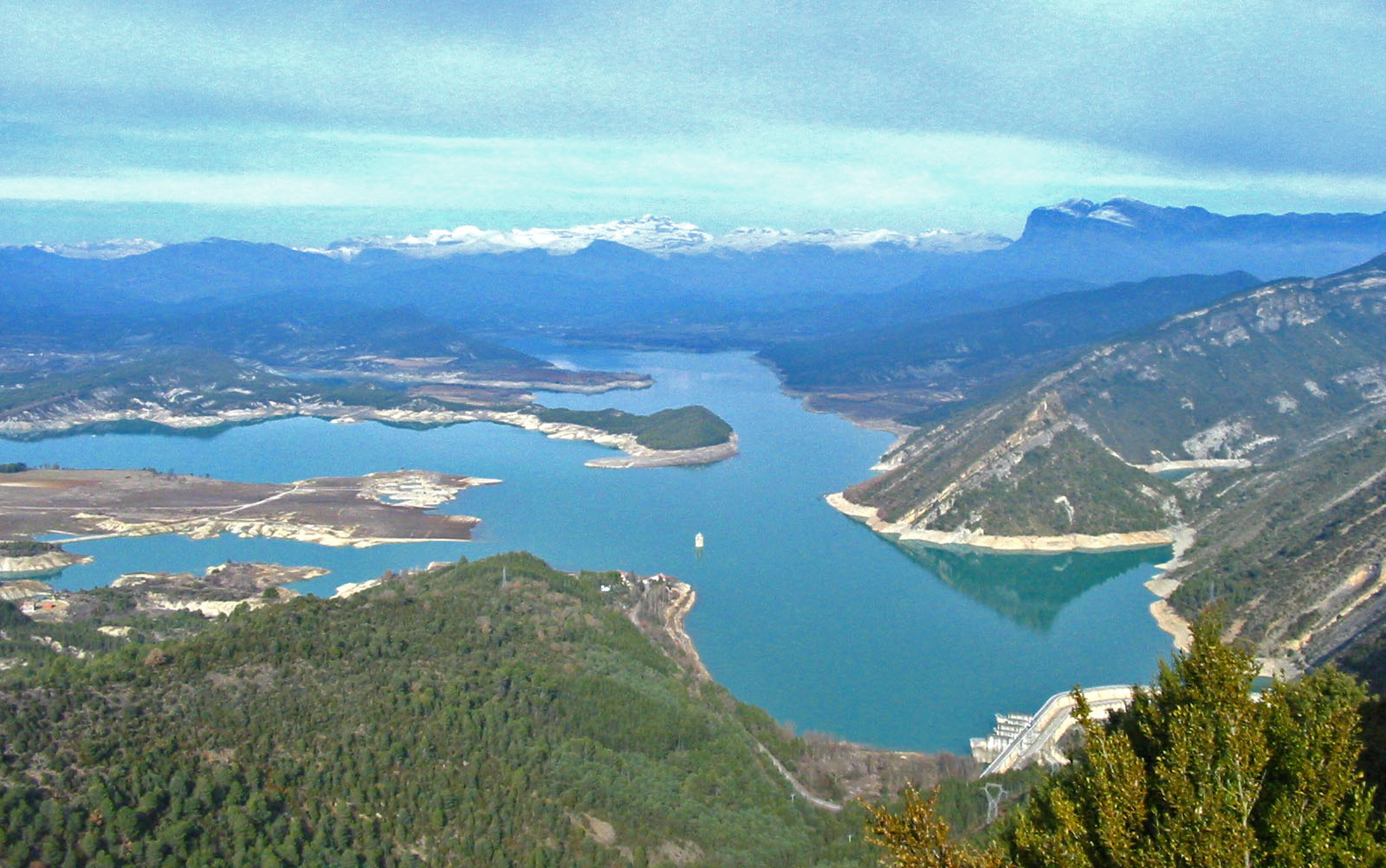
Desde la ermita hay una excelente vista de, entre otros lugares, el embalse de Mediano. Se puede apreciar la torre de la antigua iglesia parroquial emergiendo a causa del bajo nivel del agua.

El conjunto principal se alza sobre una roca que permite observar perfectamente los valles situados a ambos lados, lo que evidencia su finalidad como puesto de observación y su importancia estratégica para la defensa del Condado de Sobrarbe. La tremenda caída vertical permite contemplar una extraordinaria vista panorámica que incluye, a los pies, el discurrir del río Cinca por un estrecho paso. Uno de los valles se ha transformado hoy en el embalse de Mediano en el que, cuando hay sequía, se puede contemplar todavía la torre de la iglesia parroquial de Mediano emergiendo de las aguas.

## Acceso
Para subir a la ermita hay que entrar en el pueblo de Samitier y acercarse a su iglesia parroquial. Pasando entre la fuente próxima y el muro del templo, se accede a una pista sin asfaltar apta solo para vehículos todoterreno. Hay que subir hasta rebasar la ermita de Santa Waldesca y tomar un difícil desvío hacia la izquierda que nos llevará hasta una explanada situada a los pies de la iglesia. A partir de allí es conveniente seguir a pie si no se desea correr el riesgo de acabar despeñado.
El acceso a la torre semicilíndrica se efectúa tomando otro desvío a la altura de la ermita de Santa Waldesca antes mencionada.